# Darío Alberto Bustos
Darío Alberto Bustos (Villa del Rosario, Norte de Santander, Colombia; 9 de marzo de 1985), más conocido como "Pipe Bustos", es un exfutbolista, empresario y entrenador colombiano. Jugaba como defensor y actualmente es entrenador de la primera C de alianza Tolima pipe como es conocido en el gremio del fútbol ya realizó sus licencias B&A de la Conmebol, es técnico y con la licencia Pro tecnólogo en entrenamiento deportivo de la Universidad del Magdalena.

## Trayectoria

### Inicios
En el popular torneo del "Pony Fútbol" conoció al Humberto "El Tucho" Ortíz quien lo acercó a las inferiores del América de Cali donde no pudo debutar porque se lesionó los ligamentos.

### Deportes Tolima
Humberto "El Tucho" Ortíz lo acerca a un club profesional y llega a probarse junto al "Científico del gol" Carlos Darwin Quintero.
En el año 2005 debutó oficialmente con vinotinto y oro.
En agosto de 2010, durante el partido contra el Boyacá Chicó en Ibagué por el Torneo Finalización, sufrió una ruptura de ligamento cruzado en la rodilla derecha que lo dejó por fuera el resto del certamen.
Luego de siete años con el vinotinto y oro sale de la institución con 200 partidos jugados (167 de Liga, 29 de Copa y 4 Internacionales) donde anotó 18 goles (15 por Liga y 3 en Copa Colombia) para un promedio de 0.04 por temporada.

## Clubes
| Club                | País       | Año       |
| ------------------- | ---------- | --------- |
| Deportes Tolima     | Colombia   | 2005-2012 |
| Cúcuta Deportivo    | Colombia   | 2013      |
| Jaguares de Córdoba | Colombia   | 2015      |
| Deportivo Pasto     | Colombia   | 2015      |
| UCR Fútbol Club     | Costa Rica | 2017-2019 |

## Estadísticas
| Club                | Div.          | Temporada     | Liga  | Liga  | Copa Nacional | Copa Nacional | Copa Internacional | Copa Internacional | Total | Total |
| Club                | Div.          | Temporada     | Part. | Goles | Part.         | Goles         | Part.              | Goles              | Part. | Goles |
| ------------------- | ------------- | ------------- | ----- | ----- | ------------- | ------------- | ------------------ | ------------------ | ----- | ----- |
| Deportes Tolima     | 1.ª           | 2005/12       | 167   | 15    | 29            | 3             | 4                  | 0                  | 200   | 18    |
| Deportes Tolima     | Total club    | Total club    | 167   | 15    | 29            | 3             | 4                  | 0                  | 200   | 18    |
| Cúcuta Deportivo    | 1.ª           | 2013          | 23    | 2     | 5             | 0             | -                  | -                  | 28    | 2     |
| Cúcuta Deportivo    | Total club    | Total club    | 23    | 2     | 5             | 0             | 0                  | 0                  | 28    | 2     |
| Jaguares de Córdoba | 1.ª           | 2015          | 15    | 0     | 4             | 0             | -                  | -                  | 19    | 0     |
| Jaguares de Córdoba | Total club    | Total club    | 15    | 0     | 4             | 0             | 0                  | 0                  | 19    | 0     |
| Deportivo Pasto     | 1.ª           | 2015          | 5     | 0     | 3             | 1             | -                  | -                  | 8     | 1     |
| Deportivo Pasto     | Total club    | Total club    | 5     | 0     | 3             | 1             | 0                  | 0                  | 8     | 1     |
| UCR Fútbol Club     | 1.ª           | 2017-18       | 12    | 0     | 0             | 0             | -                  | -                  | 12    | 0     |
| UCR Fútbol Club     | Total club    | Total club    | 12    | 0     | 0             | 0             | 0                  | 0                  | 12    | 0     |
| Total carrera       | Total carrera | Total carrera | 222   | 17    | 41            | 4             | 4                  | 0                  | 267   | 21    |